# Johannes Dürr
Johannes Dürr (Melk, 12 marzo 1987) è un ex fondista austriaco.

## Biografia
In Coppa del Mondo ha esordito il 31 dicembre 2010 a Oberhof (60º); il 3 gennaio 2014 ha ottenuto la prima vittoria di tappa in una competizione intermedia, il Tour de Ski, a Cortina d'Ampezzo/Dobbiaco, e il 5 gennaio successivo il primo podio in Coppa del Mondo, proprio nel Tour de Ski (3º); tali piazzamenti sarebbero stati in seguito annullati.
In carriera ha partecipato a due edizioni dei Campionati mondiali (15º nello skiathlon a Val di Fiemme 2013 il miglior piazzamento), e a una dei Giochi olimpici invernali, Soči 2014 (8º nello skiathlon). Proprio nella giornata conclusiva della rassegna olimpica, il 23 febbraio, è stata resa nota la positività dell'atleta austriaco all'EPO, riscontrata a un controllo antidoping effettuato il 16 febbraio precedente a Obertilliach. Dürr è stato immediatamente escluso dalla gara cui stava per prendere parte, la 50 km, e sospeso dal CIO. Lo stesso atleta ha in seguito ammesso le proprie responsabilità anche attraverso una testimonianza resa alla televisione tedesca ARD; è stato inoltre arrestato nel marzo del 2019 e in seguito condannato a 15 mesi di reclusione per frode sportiva, ma la pena è stata sospesa per la sua collaborazione con le indagini. Dürr è stato squalificato a vita e tutti i risultati ottenuti dall'inizio della stagione 2013-2014 sono stati cancellati.

## Palmarès

### Mondiali juniores
- 1 medaglia:
  - 1 bronzo (staffetta a Tarvisio 2007)

### Coppa del Mondo
- Miglior piazzamento in classifica generale: 45º nel 2013

### Campionati austriaci
- 5 medaglie[5]:
  - 2 ori (10 km inseguimento, 10 km TC nel 2012)
  - 3 argenti (inseguimento, 10 km TC nel 2010; 50 km skiroll nel 2013)